# Fuerte de Santiago (Algeciras)

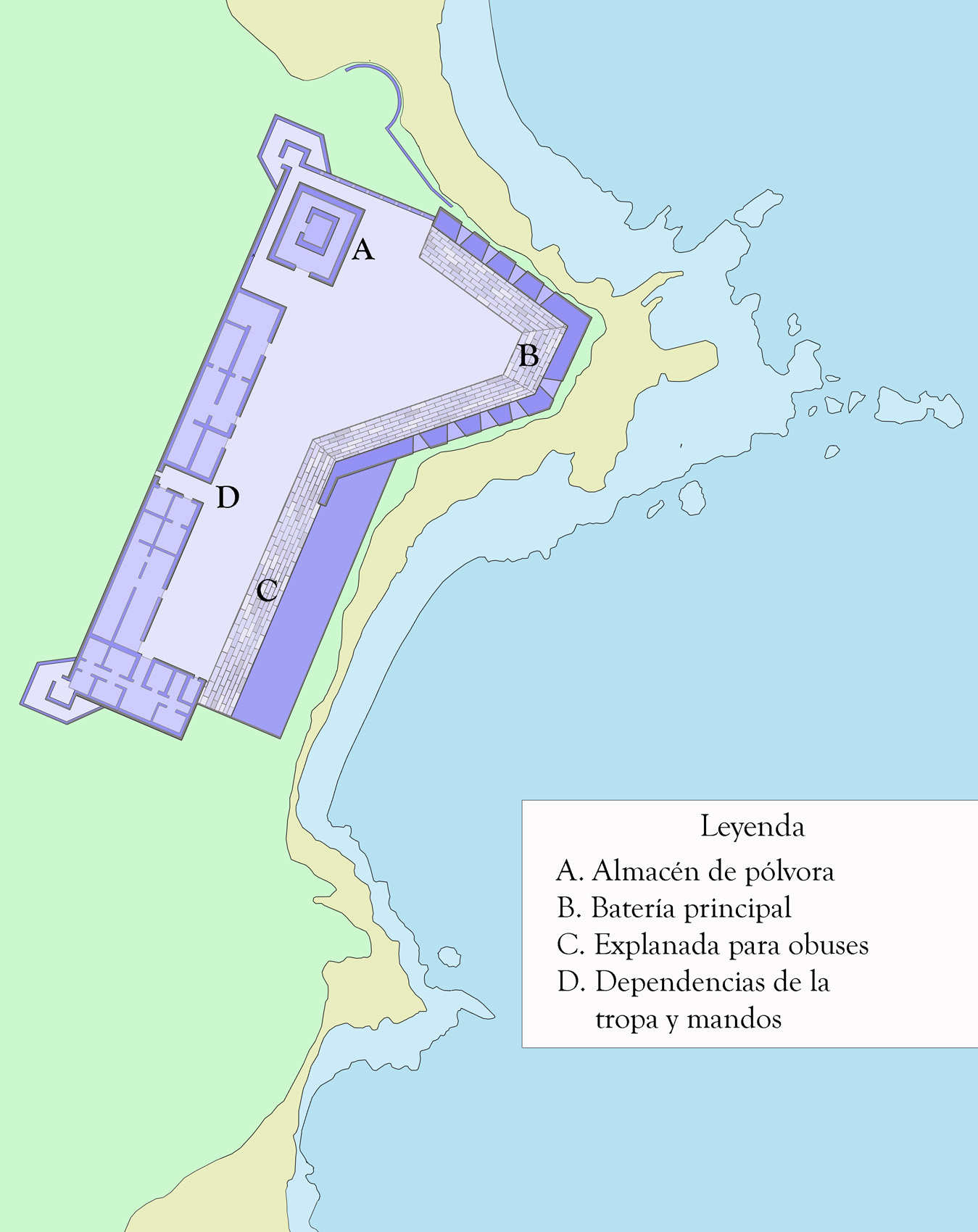
Plano del Fuerte de Santiago

El Fuerte de Santiago de Algeciras fue una instalación militar construida alrededor de 1716 que participó activamente en la Batalla de Algeciras de 1801.
El fuerte de Santiago es una de las numerosas baterías situadas en la bahía de Algeciras creadas a partir de la pérdida de Gibraltar en 1704 con la intención de proteger la ciudad de posibles invasiones británicas y las embarcaciones que se resguardaban en el puerto. Se hallaba situado en la línea de costa sobre unos acantilados a diez metros de altitud sobre el nivel del mar y a unos trescientos metros del límite con la ciudad en el camino de Gibraltar. El fuerte cruzaba fuego con el Fuerte de Isla Verde y con la Batería de San Antonio protegiendo el surgidero del Río de la Miel, antiguo muelle de la ciudad.
Según las fuentes documentales en 1796 contaba con cinco cañones de a 24 y cuatro morteros, aunque posteriormente, debido a la inminencia de conflictos con el Reino Unido, su dotación se vio incrementada: en 1801 durante la Batalla de Algeciras poseía doce cañones de 24, dos de 18 y cuatro morteros de 14 pulgadas.
El fuerte fue una de las pocas fortificaciones que no fueron destruidas en 1811 durante la alianza con el Reino Unido contra las tropas de Napoleón, como ocurrió con el Fuerte de El Tolmo.
Desde finales del siglo XIX el Fuerte de Santiago perdió su importancia como batería militar aunque la instalación fue ampliada en 1860 con el Cuartel de Infantería de El Calvario, donde se alojaba el Regimiento de Infantería Extremadura núm. 15, y posteriormente con el Cuartel de Artillería Fuerte de Santiago, sede de la Plana Mayor y otros servicios del Regimiento de Artillería de costa núm. 5. El 25 de enero de 2001 se desalojó el acuartelamiento, cediendo los terrenos a la ciudad para uso público. De este modo se emprende la construcción de edificios en la zona y los restos del fuerte quedan parcialmente destruidos.